# Dikraneura honiala
Dikraneura honiala är en insektsart som beskrevs av George Willis Kirkaldy 1906. Dikraneura honiala ingår i släktet Dikraneura och familjen dvärgstritar. Inga underarter finns listade i Catalogue of Life.